# Sandro Chieffo
Sandro Chieffo (* 5. Juni 1979) ist ein ehemaliger schweizerisch-italienischer Fussballspieler und heutiger -trainer.

## Karriere

### Spieler
Chieffo spielte in seiner Jugend beim SC YF Juventus Zürich, Grasshopper Club Zürich und FC Zürich. Nach einem Jahr beim SC YF Juventus Zürich in der damals drittklassigen 1. Liga wechselte er 1997 nach Italien zu Salernitana Calcio. Chieffo stand zwar im erweiterten Kader des Profiteams, das schlussendlich in die Serie A aufstieg, er kam jedoch lediglich für die zweite Mannschaft zum Einsatz. Daraufhin beendete Chieffo im Alter von 20 Jahren seine aktive Laufbahn.

### Trainer
Chieffo war zwischen 2003 und 2008 Jugendtrainer beim Grasshopper Club Zürich, bei dem er währenddessen auch in anderen Funktionen im Nachwuchsbereich tätig war. Später fungierte er als Jugendtrainer beim FC Red Star Zürich, bevor er 2010 die erste Mannschaft des Sechstligisten FC Bassersdorf übernahm. 2011 kehrte er zum Grasshopper Club Zürich zurück, bei dem er in den folgenden Jahren verschiedene Ämter im Management und im Jugendbereich bekleidete. Im Sommer 2016 wurde er beim Stadtrivalen FC Zürich Co-Trainer unter Uli Forte und stieg am Saisonende mit der Mannschaft in die Super League auf. Im Februar 2018 wurde er gemeinsam mit Forte beim FCZ entlassen. Ab Sommer 2018 fungierte Chieffo als Jugendtrainer beim FC Luzern. Ein Jahr später übernahm er die zweite Mannschaft der Innerschweizer in der viertklassigen 1. Liga. Ende November 2021 wurde er nach der Entlassung von Fabio Celestini interimistisch Cheftrainer der ersten Mannschaft, die zu diesem Zeitpunkt auf dem letzten Tabellenplatz in der Super League stand. In vier Spielen unter seiner Führung holte das Team einen Punkt. Mitte Dezember 2021 wurde Chieffo von Mario Frick abgelöst. Zum Saisonauftakt 2023/24 wurde er Cheftrainer der AC Bellinzona. In zehn Spielen unter seiner Führung holte das Challenge League Team sechs Punkte. Anfang Oktober wurde Sandro Chieffo von der AC Bellinzona entlassen. Anfang Juli 2024 übernimmt Sandro Chieffo den Posten als Ausbildungschef im Nachwuchsbereich des Grasshopper Club Zürich, es ist bereits seine zweite Amtszeit als Ausbildungschef des Grasshopper Club Zürich.